# Holger Danske (Widerstandsgruppe)
Holger Danske war eine dänische Widerstandsgruppe während des Zweiten Weltkriegs. Sie wurde von Veteranen aus dem Winterkrieg, die auf finnischer Seite gegen die Sowjetunion gekämpft hatten, gegründet. Holger Danske war eine der größten Widerstandsgruppen und bestand gegen Ende des Krieges aus rund 350 freiwilligen Helfern. Die Gruppe führte über 100 Sabotageakte durch und war verantwortlich für rund 200 Hinrichtungen von Informanten, die die Identität bzw. den Aufenthaltsort von Mitgliedern des Widerstandes preisgegeben hatten. Die Gruppe wurde nach dem legendären dänischen Helden Holger Danske benannt.

## Geschichte
Die Gruppe formierte sich im April 1943 aus einer Gruppe, die das nationalkonservative Widerstandsblatt De frie Danske im Untergrund vervielfältigte. Diese operierte im Radiogeschäft Sternje-Radio an der Straße Istedgade in Kopenhagen. Die sechs Gründer hatten auf finnischer Seite im Winterkrieg gekämpft. Zentrale Gestalt der Gründung war „Tom“ Søndergaard, der Geschäftsführer des Radiogeschäfts. Der Name bezieht sich auf den sagenhaften Ritter Holger Danske, der in der Art einer Bergentrückungssage als mythischer Retter eines bedrohten Dänemark überliefert ist.
Trotz des Hintergrunds der Akteure im Winterkrieg und ihrer ideologisch konträren Ausrichtung nahm Søndergaard mit den bereits etablierten kommunistisch geführten Sabotagegruppen Kontakt auf. Holger Danske erhielt von diesen technische Schulung und Sabotageausrüstung.
Der dänische Widerstand begann sich zu diesem Zeitpunkt erst zu entwickeln. Nach einer weitgehend auf Agitation und Propaganda beschränkten Phase war es 1942 zu ersten Sabotageaktionen im größeren Stil gekommen, die 1943 weiter zunahmen. Von einem Großteil der Bevölkerung und von der dänischen Regierung wurde die deutsche Besatzung jedoch weitgehend akzeptiert. Holger Danske, ebenso wie der Rest der dänischen Widerstandsbewegung, opponierten gegen diese Zusammenarbeit. Sie waren der Meinung, dass der Besetzung mehr Widerstand hätte entgegengesetzt werden müssen. Gunnar Dyrberg erinnert sich in seinen Memoiren, wie er gesehen hatte, dass Dänen mit Deutschen freundliche Gespräche geführt hätten, und bezeichnete dies als einen der Gründe, warum er später beschlossen hatte, Holger Danske beizutreten. Seine Tätigkeit als Mitglied der Gruppe beschreibt er in dem autobiographischen Buch De ensomme Ulve (Die einsamen Wölfe), das 2009 erschien.

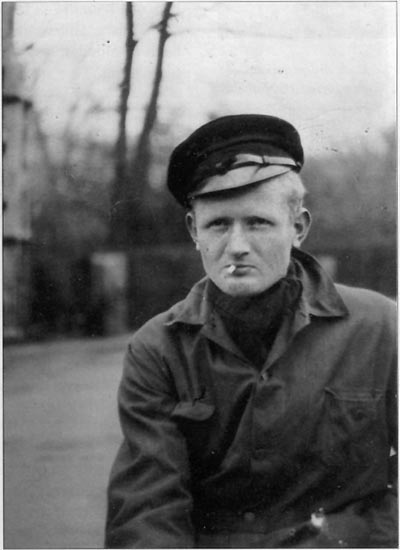
Bent Faurschou Hviid, Einzelkämpfer und Liquidierungsspezialist, 1944

Die Gruppe wurde von der Gestapo zweimal unterwandert, aber wegen ihrer lockeren Struktur (im Gegensatz zur BOPA) waren nicht alle Mitglieder zu identifizieren. Insgesamt 64 Mitglieder wurden von der Gestapo während der Besatzung hingerichtet.
Zu ihren größten Sabotage-Aktionen gehörten die Sprengung der Forum Arena im Jahr 1943 und der Angriff auf Burmeister & Wain 1944.
Die Mitglieder Jørgen Haagen Schmith und Bent Faurschou-Hviid wurden unter ihren Aliasnamen Citronen („die Zitrone“) und Flammen („die Flamme“) berühmt. Beide führten zahlreiche Sabotageakte in den Jahren 1943 und 1944 aus. Beide kamen im Oktober 1944 ums Leben, Schmith nach einem langen Schusswechsel mit der Gestapo, Faurschou-Hviid durch Zyankali, nachdem er von der Gestapo umstellt war und keine Waffen zur Gegenwehr zur Verfügung hatte. Die beiden Widerstandskämpfer wurden 2008 in dem Film Tage des Zorns von Thure Lindhardt und Mads Mikkelsen dargestellt.
Am 19. Juli 1945 löste sich die Organisation auf.